# Billy Knight (Tennisspieler)
William Arthur „Billy“ Knight (* 12. November 1935 in Northampton) ist ein ehemaliger britischer Tennisspieler aus England.

## Karriere
Als Junior gewann er zwei Titel bei Juniorenwettbewerben von Grand-Slam-Turnieren. In Wimbledon gewann er 1953 und bei den Australian Championships 1954.
Sein bestes Ergebnis im Einzel eines Grand-Slam-Turniers verbuchte er 1959 bei den Internationalen französischen Tennismeisterschaften, die später als French Open ausgetragen wurden. In seiner Viertelfinalpartie unterlag er den späteren Turniersieger Nicola Pietrangeli. Im Doppel kam er ins Halbfinale der Australian Championships 1957.
Im Mixed kam er zweimal mit verschiedenen Partnerinnen in die Finalrunden. Mit Jill Langley verlor er 1957 das Finale der Australian Championships. Zwei Jahre später gewann er mit der Mexikanerin Yola Ramírez den Titel bei den internationalen französischen Meisterschaften.
Zwischen 1955 und 1964 trat Knight in 21 Begegnungen für die britische Davis-Cup-Mannschaft an. Er gewann 27 seiner 43 Matches.

## Erfolge bei Grand-Slam-Turnieren

### Mixed

#### Turniersieger
| Nr. | Datum        | Turnier     | Belag | Partnerin    | Finalgegner               | Ergebnis |
| --- | ------------ | ----------- | ----- | ------------ | ------------------------- | -------- |
| 1.  | 31. Mai 1959 | French Open | Sand  | Yola Ramírez | Renée Schuurman Rod Laver | 6:4, 6:4 |

#### Finalteilnahmen
| Nr. | Datum           | Turnier         | Belag | Partnerin    | Finalgegner                    | Ergebnis      |
| --- | --------------- | --------------- | ----- | ------------ | ------------------------------ | ------------- |
| 1.  | 28. Januar 1957 | Australian Open | Rasen | Jill Langley | Fay Muller Jean-Claude Barclay | 5:7, 6:3, 1:6 |